# Haradok (rejon homelski)
Haradok (biał. Гарадок; ros. Городок, Gorodok) – osiedle na Białorusi, w obwodzie homelskim, w rejonie homelskim, w sielsowiecie Rudnia Marymonawa.
Haradok graniczy z Rezerwatem Biologicznym „Dniepra-Sożski”.